# Eurytoma squamosa
Eurytoma squamosa är en stekelart som beskrevs av Bugbee 1967. Eurytoma squamosa ingår i släktet Eurytoma och familjen kragglanssteklar. Inga underarter finns listade i Catalogue of Life.